# Hans Kallmeyer
Hans Julius Bernhard Kallmeyer (* 1. September 1882 in Erfurt; † 28. August 1961 in Bayreuth) war ein deutscher Maler und Grafiker.

## Leben
Durch die Versetzung seines Vaters, eines Offiziers der Preußischen Armee, wuchs Kallmeyer in Goldap, Ostpreußen auf. Er besuchte die Schule in Gumbinnen und das Collegium Fridericianum. Danach studierte er bis 1907 Rechtswissenschaft.
Nach dem Jurastudium wandte er sich der Malerei zu und erhielt seine Ausbildung an der Kunstakademie Dresden. Dort war er ein Schüler von Richard Müller und Emanuel Hegenbarth. Als freischaffender Künstler malte er später wieder in Königsberg. Seine Motive fand er in der Natur. Von 1905 bis 1944 malte er fast ausschließlich Tiere. In seinem Atelier in Nidden entstanden Gemälde von Elchen, Seeadlern, Reihern und Entenvögeln. Er wird daher auch als der Elchmaler bezeichnet.
Als Sportler war Kallmeyer Mitbegründer der SpVgg ASCO Königsberg. Er spielte Eishockey und übte den Speerwurf aus. Sein 1924 geborener Sohn ist der Architekt Lothar Kallmeyer.
Bei den Luftangriffen auf Königsberg Ende August 1944 verbrannten Kallmeyers Atelier und seine dortigen Gemälde. Die Flucht verschlug ihn nach Bayreuth, wo er 1961 verstarb.